# Train de Rillé

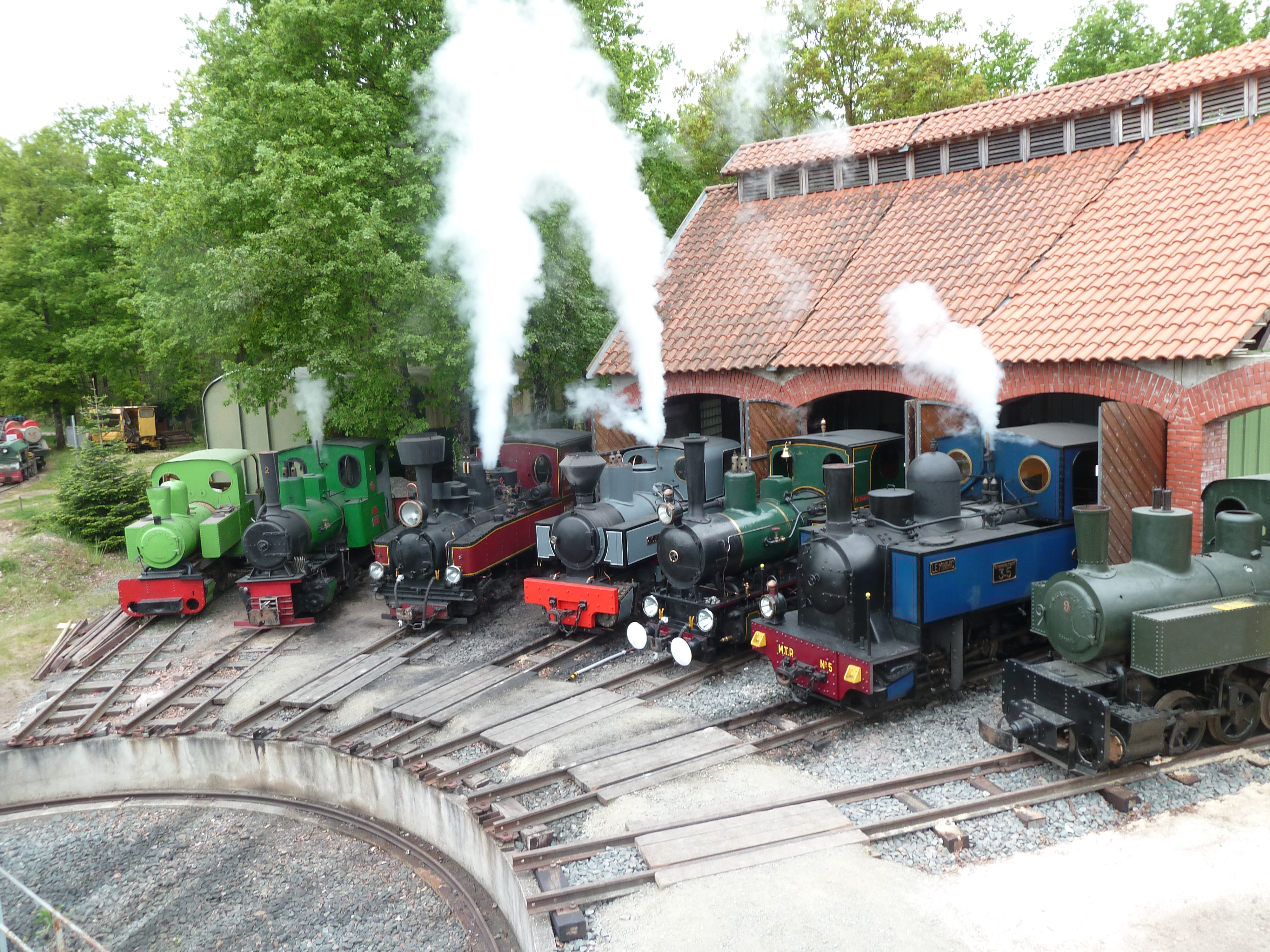
Lok från olika museijärnvägar utanför lokstallet vid "Festival Belle-Epoque", 2013

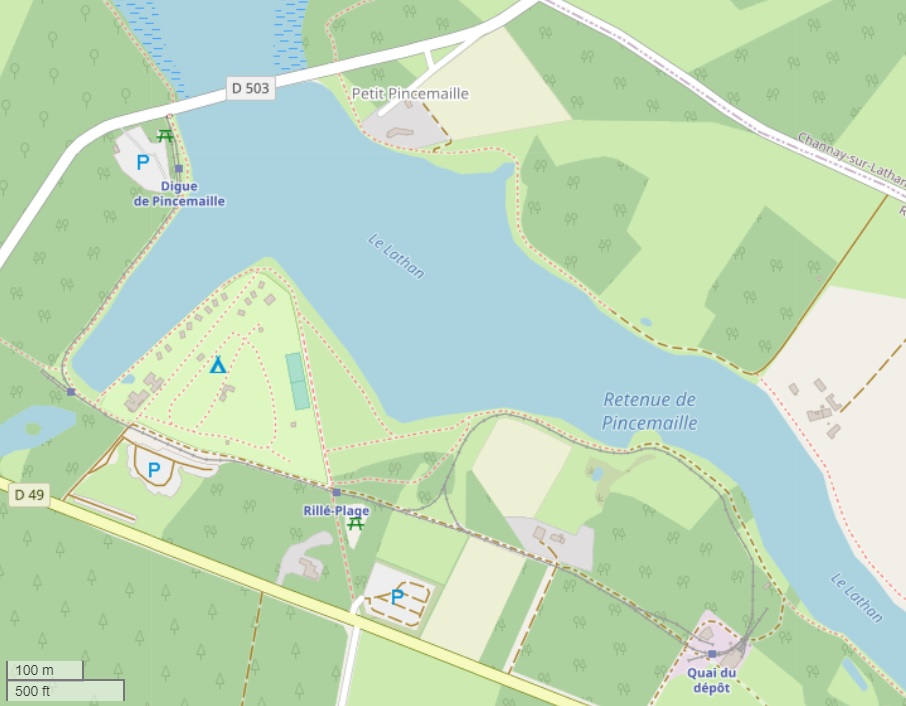
Bansträcka

Train de Rillé är en tre kilometer lång museijärnväg vid Rillé i regionen Centre-Val de Loire i Frankrike. Det är en smalspårsbana med spårvidden 600 millimeter.
Föreningen Association d'Exploitation du Chemin de Fer de Marcilly grundades 1977  i Marcilly-sur-Maulne av tre järnvägsentusiaster. Den började bedriva trafik med diesellok på ett första banavsnitt 1981, och en färdig rundbana vid Lac de Rillé togs i drift 1990.
Föreningens lokstall blev klart 2017. Det har fem övertäckta spår och tre uppställningsspår. Vändskivan vid lokstallet är den största vändskivan med 600 mm spårvidd i Frankrike.

## Lokomotiv
Föreningen äger sex ånglokomotiv, varav två är i trafik, samt ett flertal diesellokomotiv.
| Bild         | Namn        | Tillverkare               | Nummer  | Tillverkat år | Historik |
| ------------ | ----------- | ------------------------- | ------- | ------------- | --- |
| Ånglokomotiv |             |                           |         |               | |
|              | La Touraine | Orenstein & Koppel        | 5829    | 1913          | Museijärnvägens första ånglokomotiv. Det har tidigare använts vid sandtäkterna i Nemours och senare av Chemin de Fer de Marcilly. |
|              | La Grise    | Decauville                | 1646    | 1916          | Loket kom 2012 till Train de Rillé. Det tillverkades för Frankrikes krigsministerium 1916 och köptes efter första världskriget av Carrières de Luzy, där det fick nr 9. Det ägdes senare av Chemin de fer de Saint-Eutropeoch därefter av Comité Evryen pour la Création du Musée National Decauville. |
|              | utan namn   | Henschel & Sohn           | 16082   | 1918          | Loket är ett brigadlok, som tidigare körts på sandtäkterna i Bourron-Marlotte. Det köptes av Chemin de fer du Creusot och kom 2014 till Train de Rillé. |
|              | Polska      | Henschel & Sohn           | 15973   | 1918          | Loket köptes 1984 av Chemin de Fer de Marcilly från skogsföretag i Czarna Białostocka i Polen. |
|              | utan namn   | Decauville                |         | 1947          | Loket har använts i Afrika och kom 2002 till Train de Rillé. |
|              | Rômania     | Uzinele 23 augusti (FAUR) | 764-203 | 1949          | Loket hade ursprungligen 760 mm spårvidd och användes av Rumäniens Järnvägar till 1993. Det kom till Train de Rillé 2002. |

## Bildgalleri över diesellokomotiv

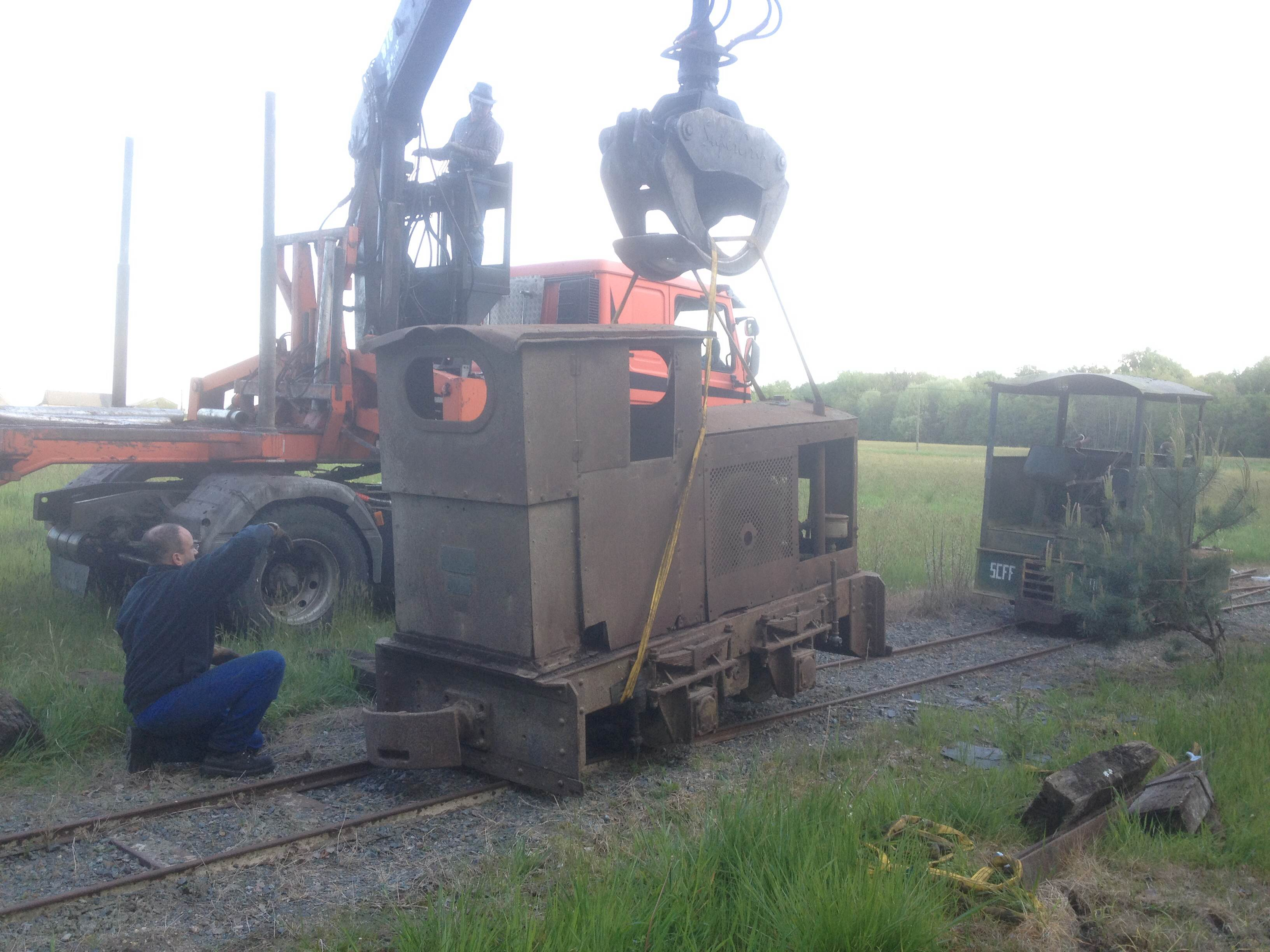
Motorlok från Orenstein & Koppel 4740, 1930-talet
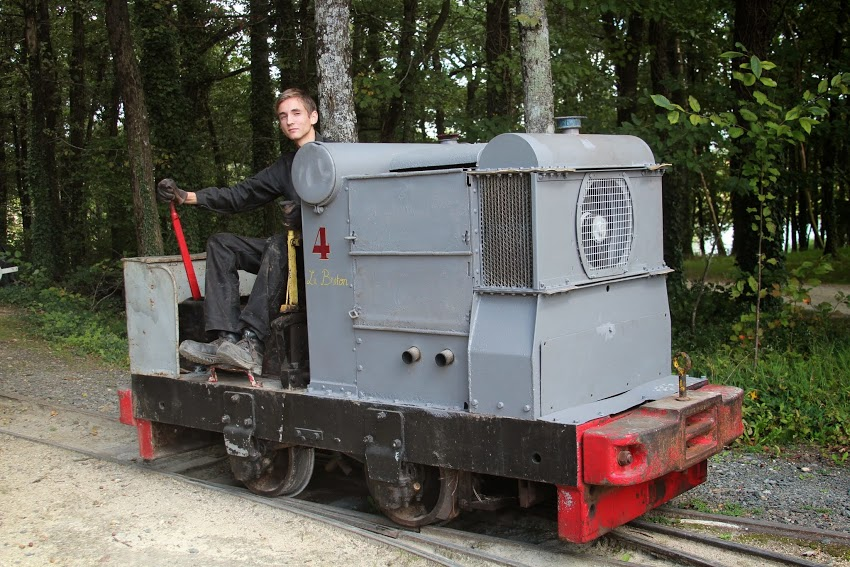
Le Breton, Ruston & Hornsby, 1940-talet, 20 hk
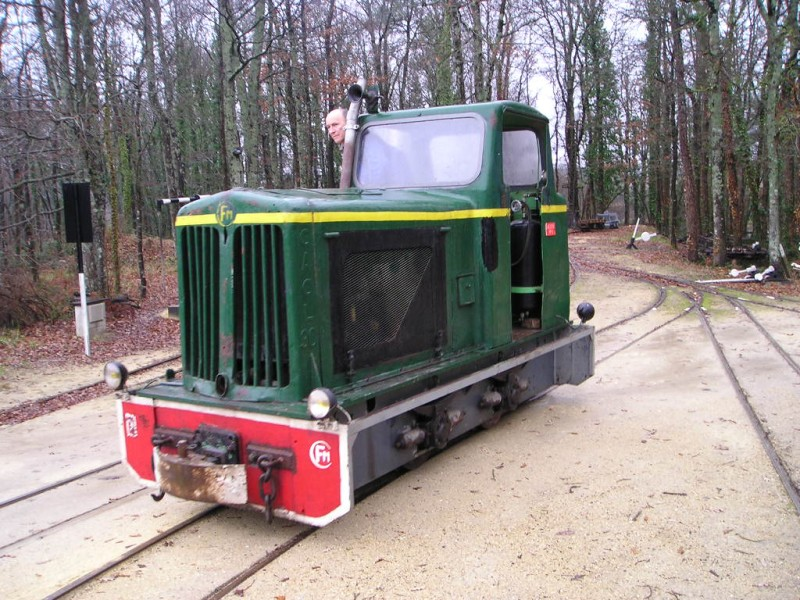
L‘Anjou, Jules Weitz 1818, 1933
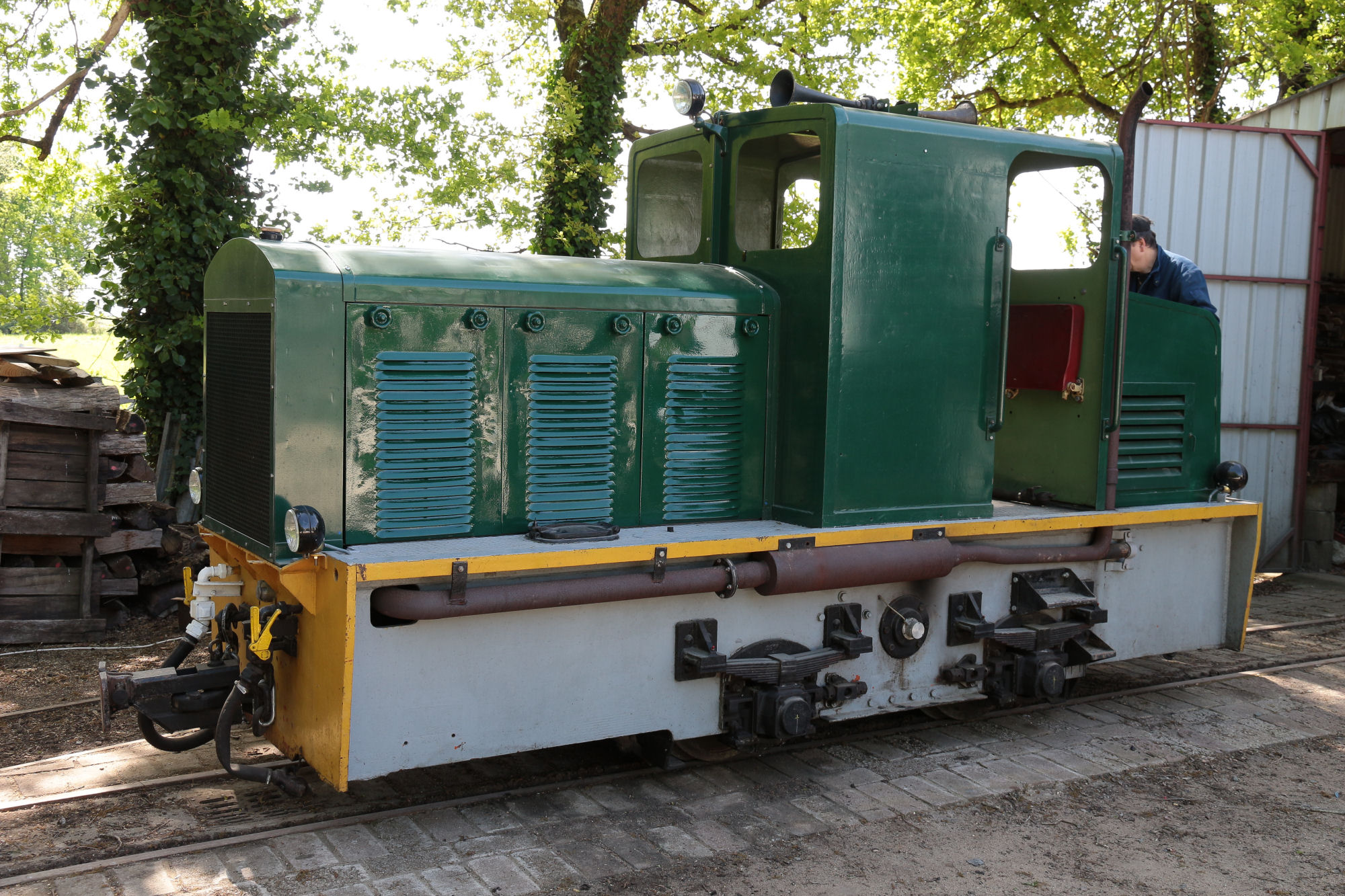
Le Normand, Établissements Billard 239, 1961
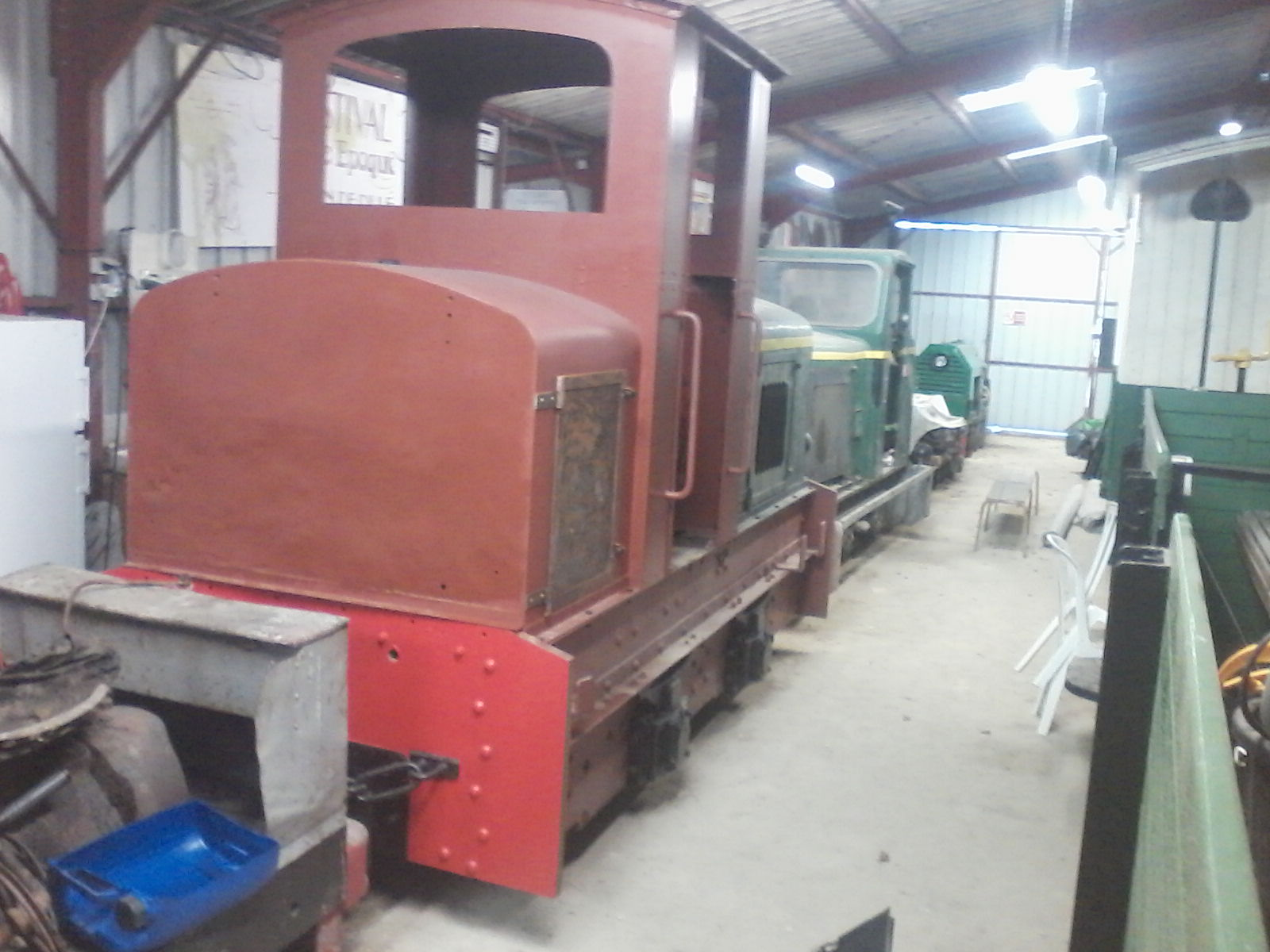
Le Paquebot, Gmeinder 485-172
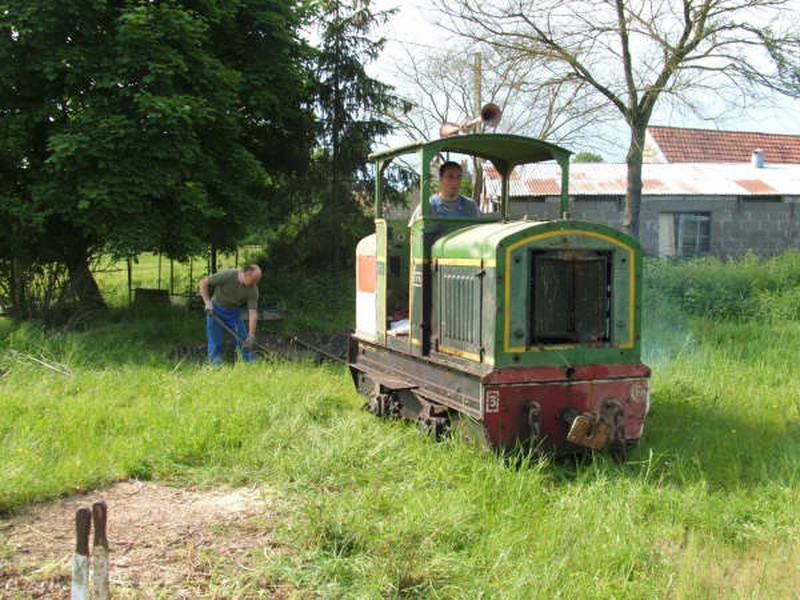
Le Percheron, Gmeinder
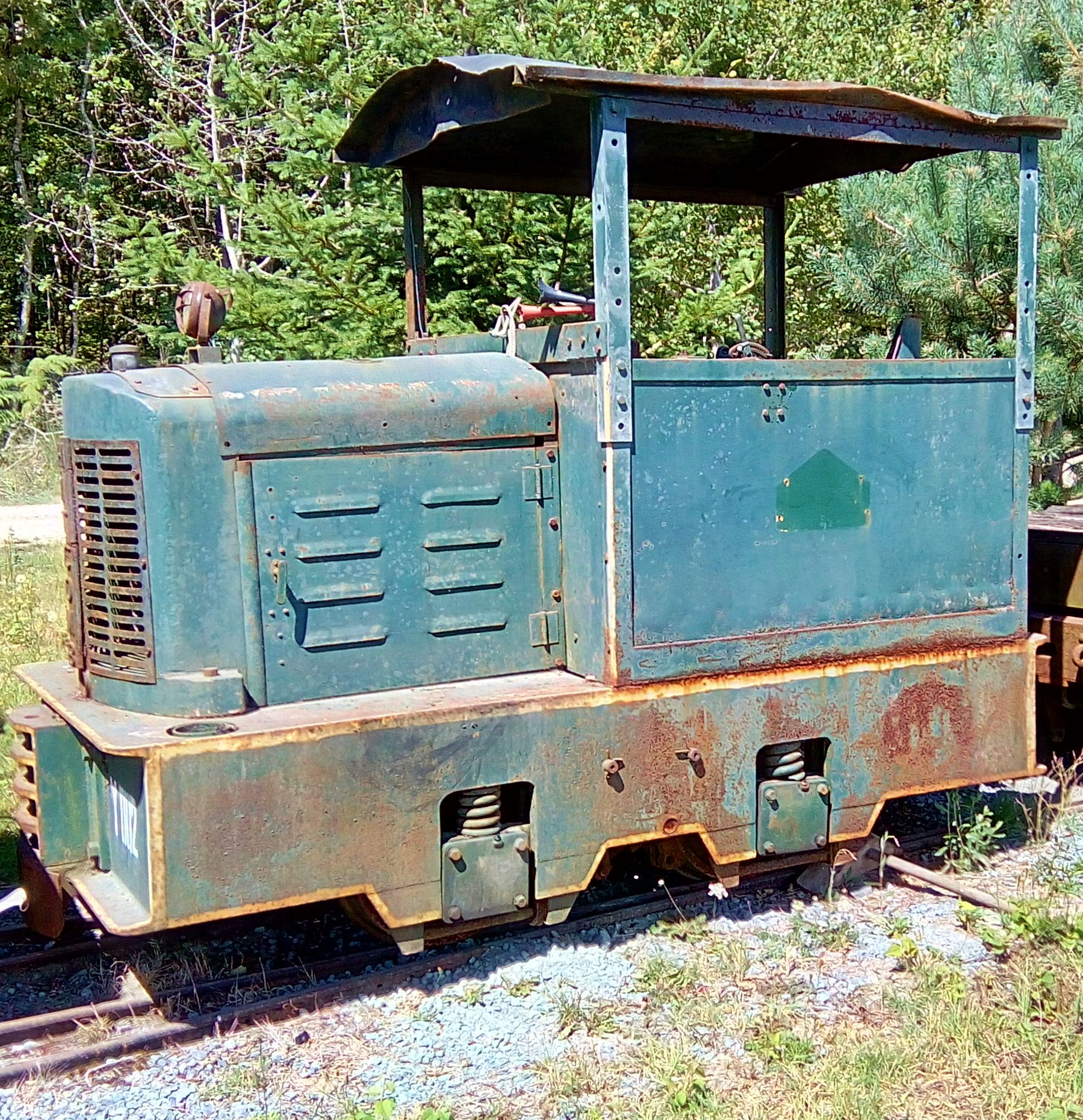
Motorlok från Whitcomb Locomotive Works/ Baldwin Locomotive Works